# Chrám svatého Michala (Kyjev)
Chrám svatého Michala v Kyjevě (ukrajinsky Михайлівський Золотоверхий монастир) je pravoslavný chrám Pravoslavné církve Ukrajiny, který se nachází v hlavním městě Ukrajiny. Původní chrám byl postaven na počátku 12. století, zásadními renovacemi prošel v 17. a 18. století. V roce 1936 byl na příkaz sovětské komunistické moci zničen.
Po vyhlášení nezávislosti Ukrajiny v roce 1991 se začaly výrazně ozývat hlasy volající po obnově chrámu. Ta byla dokončena v roce 1999.